# Медаль «В знак монаршего благоволения»
Медаль «В знак монаршего благоволения» — государственная награда Российской империи, награждали которой крестьян Великого княжества Финляндского.

## Основные сведения
Медаль «В знак монаршего благоволения» учреждена 25 апреля (7 мая) 1826 года указом Николая I. Указ был сообщён статс-секретарём Великого княжества Финляндского министру финансов Е. Ф. Канкрину. Известно о немногих награждениях данной медалью, в том числе во время царствования Александра II.

## Награждения
В царствование Николая I было произведено по крайней мере четыре награждения. Три крестьянина Куопиокской губернии Великого княжества Финляндского, представленные императору в Санкт-Петербурге, были награждены в августе 1826 года. В ноябре 1826 года ещё одна медаль была отчеканена и выслана в Великое княжество Финляндское. Известно об одном награждении при Александре II: в апреле 1855 года медаль получил некто Ханнукель, проживавший в Вазаской губернии.

## Описание медали
Медали были сделаны из золота. Диаметр — 28 мм. На лицевой стороне медали изображён портрет императора, который правил во время награждения. Например, во время правления Николая I на лицевой стороне медали был его портрет, обращённый вправо, а по окружности вдоль края медали надпись: «Б.М.НИКОЛАЙ I ИМП. ВСЕРОСС.». Аверс соответственно изменился с началом царствования Александра II. На оборотной стороне медали надпись в пять строк:
ВЪ
ЗНАКЪ
МОНАРШАГО
БЛАГОВО-
ЛЕНІЯ.
Известны варианты государственного чекана, отличающиеся деталями портрета. Также известны варианты чекана периода Александра II с диамером 50 мм и арабеской вокруг надписи на реверсе в три строки.
Медали чеканились на Санкт-Петербургском монетном дворе.

## Порядок ношения
Медаль имела ушко для крепления к колодке или ленте. Носить медаль полагалось на шее или груди. Использовалась Андреевская лента.